# Prozess Worth
Prozess Worth ist ein Kriminalfilm von 1918 der Filmreihe Harry Hill.

## Hintergrund
Produziert wurde er von Naturfilm Friedrich Müller GmbH aus Berlin (Nr. 113). Der Film hatte eine Länge von fünf Akten auf 1282 Metern, das entspricht ca. 71 Minuten. Die Reichsfilmzensur Berlin belegte den Film am 27. September 1920 unter der Prüf-Nr. 292 mit einem Jugendverbot.